# Der Schatz im Canyon
Der Schatz im Canyon ist ein US-amerikanischer Western aus dem Jahr 1952 von Ted Tetzlaff mit William Powell und Julia Adams in den Hauptrollen. Der Film wurde von Universal-International Pictures produziert und basiert auf der Kurzgeschichte Der Schatz von Franchard von Robert Louis Stevenson.

## Handlung
1870 treffen der betrunkene Gauner Baltimore Dan und seine Söhne Paddy und Gyppo in der Postkutsche nach Sacramento den wohlhabenden Ben Brown und seinen kleinen Sohn David. Nachdem Ben durch einen versehentlich abgegebenen Schuss an einem Herzinfarkt stirbt, entdeckt Dan einen Umschlag, der den Leser anweist, den Brief und David an Bens Cousin, den Anwalt Lucius Cooke, zu übergeben. Dan stiehlt Davids Halskette, die aus einer halben Münze besteht und bringt den Jungen zu Cooke. Als Cooke liest, dass Ben möchte, dass er David zu seinem Bruder bringt, der dann sein gesamtes Vermögen kontrollieren wird, bezahlt der gierige Anwalt Dan, damit er David wegbringt.
Jahre später wird der inzwischen zehnjährige David gezwungen, dem grausamen Dan und seinen Söhnen zu helfen, Brieftaschen zu stehlen und ein falsches Elixier zu verkaufen. In einer Stadt jagt ein wütender Mob Dan und David in eine Scheune, wo Dan einen Herzinfarkt erleidet. Der Besitzer der Scheune ruft den örtlichen Wissenschaftler und liebenswerten Exzentriker Doc Brown, der dem sterbenden Mann nicht helfen kann. Doc erspäht David, der sich in der Scheune versteckt, und ist beeindruckt von der Schlagfertigkeit des Jungen. Am nächsten Tag ist Doc überrascht, als er feststellt, dass David ihm zu seinem idyllischen Bauernhaus gefolgt ist. Als David seine Geschichte erzählt, wie er zum Stehlen und Lügen gezwungen wurde, erkennt Doc in dem Jungen seinen eigenen lebhaften Geist und sein Talent für Philosophie. Er informiert seine überglückliche Frau Samuella, dass sie David und seinen Hund Toby adoptieren werden. Als die Browns jedoch versuchen, die Adoption in die Wege zu leiten, hört ihr Cousin Cooke von Baltimore Dan und erkennt, wer David ist. Er versucht daher, die Adoption zu verhindern, indem er Davids Vergangenheit „untersucht“.
Zu Hause fragt David Samuella, warum Doc an einer medizinischen Enzyklopädie arbeitet. Sie erklärt ihm, dass Doc einst Gold gefunden, aber das meiste Geld in San Francisco verspielt hat. Später an diesem Tag zeigt Doc David den Mount Franchard, der angeblich einen bodenlosen Abgrund unter seinem Wasserfall und Schätze in seinen Höhlen hat. Doc schwört jedoch, dass er keine Schätze will, weil diese korrumpieren und Brüder gegeneinander aufbringen. Er lässt David schwören, ihn aufzuhalten, wenn er jemals versucht, nach San Francisco zurückzukehren. Sie machen Halt, um zu picknicken, und während Doc ein Nickerchen macht, klettert David in die Höhlen und entdeckt einen Schatz. Als Doc die Truhe voller Diamanten und Gold sieht, wird er sofort verrückt vor Gier. David sieht traurig zu, wie Doc und Samuella feiern und ihre Reise nach San Francisco planen. Am nächsten Morgen ist der Schatz verschwunden. Cooke zwingt David zu gestehen, dass er die Truhe in die Wasserfälle geworfen hat. Kurz darauf entführen Gyppo und Paddy David, aber Docs junger Freund, der Jurastudent Jim Anderson, verfolgt sie und sperrt sie ein. Als Jim versucht, sie zu befragen, steckt David, der nichts anderes will, als seinen neuen Eltern zu gefallen, versehentlich das Haus in Brand, während er ein wissenschaftliches Experiment versucht. Das Haus und Docs Enzyklopädie sind zerstört, und als der immer ehrliche David zugibt, dass er schuld ist, vergibt Doc ihm. Cooke informiert seinen Cousin jedoch bald, dass das Geld, das er für die Browns investiert hat, weg ist, und Doc macht David niedergeschlagen Vorwürfe, der daraufhin davonläuft.
Während Doc und Samuella sorgevoll auf die Rückkehr des Jungen warten, kommt Jim und informiert sie, dass Gyppo und Paddy von Cooke angeheuert wurden, der Docs Geld jahrelang unterschlagen hat. Jim überreicht Doc Davids wiedergefundenen Anhänger, der ihn mit seiner eigenen Halskette verbindet, woraufhin er und Samuella erkennen, dass David ihr Neffe ist. In diesem Moment kommt Toby, um Doc zu David zu führen, der am Ufer des Wasserfalls zusammengebrochen ist. Der Junge kommt wieder zu sich und offenbart Doc, dass er die Schatzkiste aus dem Wasser gezogen hat. Doc, der nun weiß, dass David sein wahrer Schatz ist, schwört, den Reichtum dem örtlichen Pfarrer zu geben.

## Hintergrund
Gedreht wurde der Film von Anfang Juni bis zum 21. Juli 1951.
Der Film beginnt mit einer Einblendung, die besagt: „Szenen im McArthur-Burney Falls Park mit freundlicher Genehmigung der California State Park Commission.“ Andere Szenen wurden vor Ort im Gebiet des Feather Rivers gedreht.
Universal lieh für diesen Film William Powell von Metro-Goldwyn-Mayer aus.
Bernard Herzbrun und Alexander Golitzen oblag die künstlerische Leitung. Russell A. Gausman und John P. Austin waren für das Szenenbild zuständig, Rosemary Odell für die Kostüme, Bud Westmore für das Maskenbild. Verantwortliche Toningenieure waren Joe Lapis und Leslie I. Carey. Philip H. Lathrop arbeitete als Kameraführer, William Alland war Co-Produzent. Musikalischer Direktor war Joseph Gershenson.

## Synchronisation
Die deutsche Synchronfassung entstand 1977 im Auftrag von Studio Hamburg Synchron.
| Rolle     | Schauspieler   | Deutscher Synchronsprecher |
| --------- | -------------- | -------------------------- |
| Doc Brown | William Powell | Alf Marholm                |
| Myra Wade | Julia Adams    | Ursula Sieg                |

## Veröffentlichung
Die Premiere des Films fand am 1. März 1952 statt. In der Bundesrepublik Deutschland wurde er am 18. Februar 1978 im deutschen Fernsehen ausgestrahlt.

## Kritiken
Das Lexikon des internationalen Films schrieb: „Verfilmung eines Romans von Stevenson, humorvoll inszeniert und gut gespielt.“